# Verena Butalikakis
Verena Butalikakis (geb. Maaß, * 26. März 1955 in West-Berlin; † 8. Februar 2018) war eine deutsche Politikerin der CDU. Von 2002 bis 2005 war sie Mitglied des Deutschen Bundestages.

## Ausbildung und Beruf
Verena Butalikakis wuchs in der Siedlung Ceciliengärten auf und absolvierte nach ihrem Abitur am Paul-Natorp-Gymnasium von 1974 bis 1978 ein Lehramtsstudium an der Pädagogischen Hochschule Berlin. Im Anschluss arbeitete sie bis 1992 als Lehrerin an einer Grundschule in Charlottenburg.

## Politische Tätigkeit
Butalikakis trat 1978 in die Berliner CDU ein, bei der sie dem Kreisvorstand angehörte. Von 1996 an amtierte sie als stellvertretende Vorsitzende der KPV Berlin, später stieg sie in den KPV-Bundesvorstand auf. Außerdem saß sie im Bundesfachausschuss für Gesellschafts- und Sozialpolitik der Bundes-CDU. Im Februar 2000 wurde sie Mitglied des CDU-Landesvorstandes, von 2002 bis 2003 war sie Generalsekretärin der CDU in Berlin. Darüber hinaus war sie Mitglied des Kuratoriums der Bundeszentrale für politische Bildung
Im Jahr 1987 zog Butalikakis in die Bezirksverordnetenversammlung (BVV) des Bezirks Schöneberg ein, dort war sie Vorsitzende des Schulausschusses und ab 1990 auch stellvertretende Fraktionsvorsitzende. 1992 wurde sie zur Stadträtin für Gesundheit und Umweltschutz in Schöneberger Bezirksamt berufen und schied daher aus der BVV aus. 1996 wurde sie zur Staatssekretärin in der Senatsverwaltung für Gesundheit und Soziales ernannt. Nach den Wahlen 1999 schied sie aus dem Senat aus. Anfang 2000 wurde sie Mitglied im Berliner Abgeordnetenhaus. Nachdem sie zunächst erfolglos für das Landesparlament kandidierte, durfte sie für den ausgeschiedenen Rüdiger Jakesch nachrücken. Im Parlament gehörte sie dem Hauptausschuss und dem Verwaltungsreformausschuss an. Nach fünf Monaten legte sie ihr Mandat nieder, da nach ihren Angaben ihr Gehalt als Abgeordnete zu niedrig gewesen wäre. 2002 wurde sie für die CDU in den Bundestag gewählt. Sie vertrat dort den Bundestagswahlkreis Berlin-Neukölln.
Butalikakis starb am 8. Februar 2018 nach schwerer Krankheit mit 62 Jahren.